# Kulturåret 1849

## Händelser
- 19 januari – Johan Jolins pjäs Barnhusbarnen eller Verldens dom har urpremiär på Theatern i operahuset i Stockholm.[1]
- 22 maj – operan Cristina, regina di Svezia (musik Jacopo Foroni, libretto Giovanni Carlo Casanova) uruppförs på Mindre teatern i Stockholm.
- 8 december – Verdis opera Luisa Miller uruppförs på Teatro San Carlo i Neapel.

## Priser och utmärkelser
- Kungliga priset – Israel Hwasser

## Nya verk
- David Copperfield av Charles Dickens
- Drottning Filippa av Wilhelmina Stålberg
- Kråknästet av August Blanche
- Shirley av Charlotte Brontë
- Dictionary of Greek and Roman Biography and Mythology (red. William Smith)

## Födda
- 14 januari – Alfhild Agrell (död 1923), svensk författare.
- 22 januari – August Strindberg (död 1912), svensk författare, dramatiker och konstnär.
- 4 februari – Jean Richepin (död 1926), fransk författare och poet.
- 8 februari – Frans Wilhelm Odelmark (död 1937), svensk konstnär
- 6 april – John William Waterhouse (död 1917), brittisk målare, prerafaelit.
- 21 april – August Jungstedt (död 1915), svensk porträttmålare.
- 31 maj – Carl Fredrik Hill (död 1911), svensk konstnär, målare.
- 9 juni – Michael Ancher (död 1927), dansk konstnär.
- 19 juli – Gerhard Munthe (död 1929), norsk målare, tecknare och bok- och textilkonstnär.
- 22 september – Alice Oates (död 1881), amerikansk vokalist och skådespelare.
- 1 oktober – Anne Charlotte Leffler (död 1892), svensk författare och dramatiker.
- 17 oktober – Johan Ericson (död 1925), svensk konstnär.
- 5 december – Kazimierz Zalewski (död 1919), polsk dramatiker.
- 6 december – Maria Adelborg (död 1940), svensk textilkonstnär.
- 11 december – Ellen Key (död 1926), svensk författare, pedagog och feminist.
- 22 september – Olena Falkman (död 1928), svensk konsertvokalist.
- 31 december – Birger Eek (död 1899), svensk konstnär.

## Avlidna
- 7 oktober – Edgar Allan Poe, 40, amerikansk författare.
- 17 oktober – Frédéric Chopin, 39, polsk kompositör och pianist.